# Kupsafalva
Kupsafalva (románul: Cupșeni) falu Romániában, Erdélyben, Máramaros megyében.

## Fekvése
A Lápos-hegység és a Sátor-hegy aljában, Nagybányától 68 km-re délkeletre, Déstől 69 km-re északra fekszik.

## Története
Először 1584-ben írták le nevét Lwpsafalwa alakban (minden bizonnyal tévesztés Kwpsafalwa helyett). 1733-ban Kupsan, 1750-ben Kopseny. 1553 és 1584 között települt román lakossággal a magyarláposi uradalomban, Belső-Szolnok vármegyében. A helyi monda szerint három Kupsa nevű fivér alapította, akik közül az egyik később Hollómezőre, a másik Mikolára költözött. (A helyi papi családot 1681-ben valóban Cupșá-nak hívták és a hollómezei Kupsa Botát 1615-ben a vármegye alszolgabírájaként említették.) Lakóit 1584-ben szegénységük, szűk és terméketlen határuk miatt felmentették a harmincad megfizetése alól. 1598-ban a szamosújvári fejedelmi uradalomhoz tartozott. 1786-ban Bánffy György birtoka volt, akkor 99 jobbágy- és 16 zsellércsalád lakta. 1876-ban Szolnok-Doboka, 1925-ben Szamos, 1968-ban Máramaros megyéhez csatolták. A 19. század végén a túlnyomóan görögkatolikus lakosságú vidéken ortodox esperesi központ volt.
1880-ban 915 lakosából 882 volt román, 11 német (jiddis) és 22 egyéb (cigány) anyanyelvű; 875 ortodox, 28 görögkatolikus és 11 zsidó vallású.
2002-ben 829 ortodox román lakosa volt. 

## Látnivalók
- A Szent Illés ortodox fatemplom Kádár József adata szerint 1600-ban épült. Korábban a falu közepén állt és a népesség növekedése miatt egy külső, magasabb pontra helyezték át. Belső festése 1823 körül készülhetett.
- A Szent Mihály és Gábriel arkangyalok ortodox (volt görögkatolikus) fatemplom talán 1778-ban épült, és 1847-ben szállították át Petyerityéről. Belső festése 1848-ban készült.

## További információk

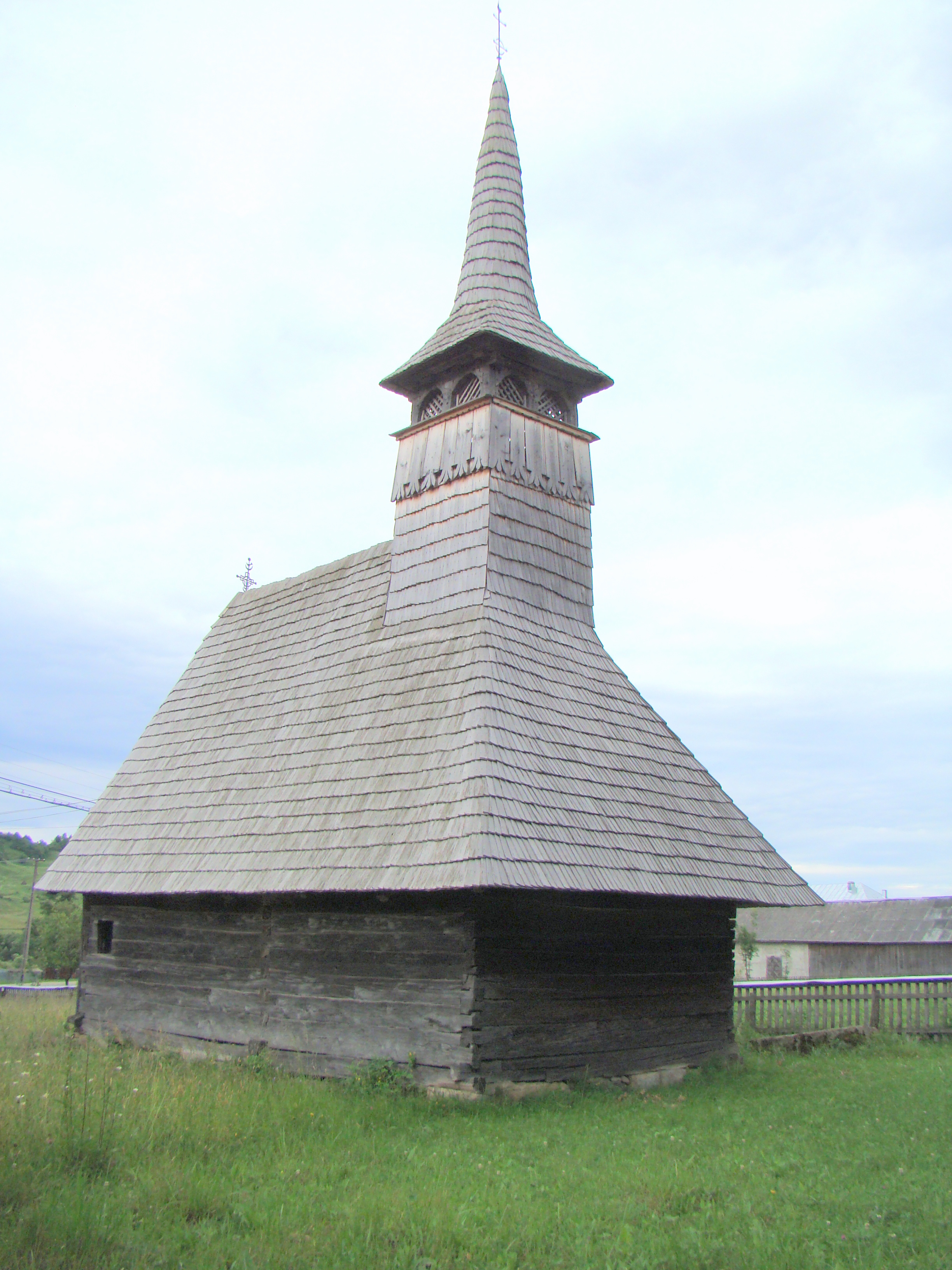
A Szent Arkangyalok fatemplom